# Ландо (екіпаж)

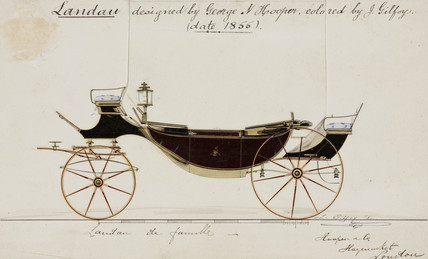
Ландо без верху. 1855

Ландо́ (фр. landau) — відомий ще з XVII століття, дво- або чотирикінний чотириколісний екіпаж з відкидним дахом, з чотирма сидіннями для пасажирів, які сидять парами обличчям один до одного, і з підвищеним переднім сидінням для візника і заднім для слуг.
Назва походить від німецького міста Ландау в німецькій землі Рейнланд-Пфальц, в якому екіпаж був вперше побудований. Ландо  було введене в Англії в 1747 році, стало модним у Франції в 1850 році і залилося престижним транспортним засобом до Другої світової війни.

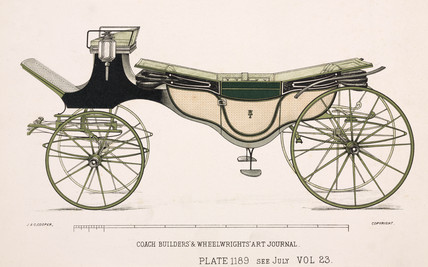

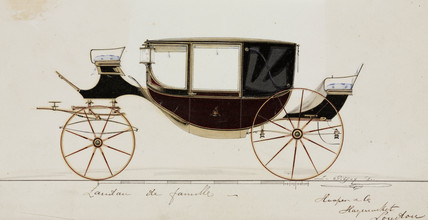
Ландо з верхом. 1855

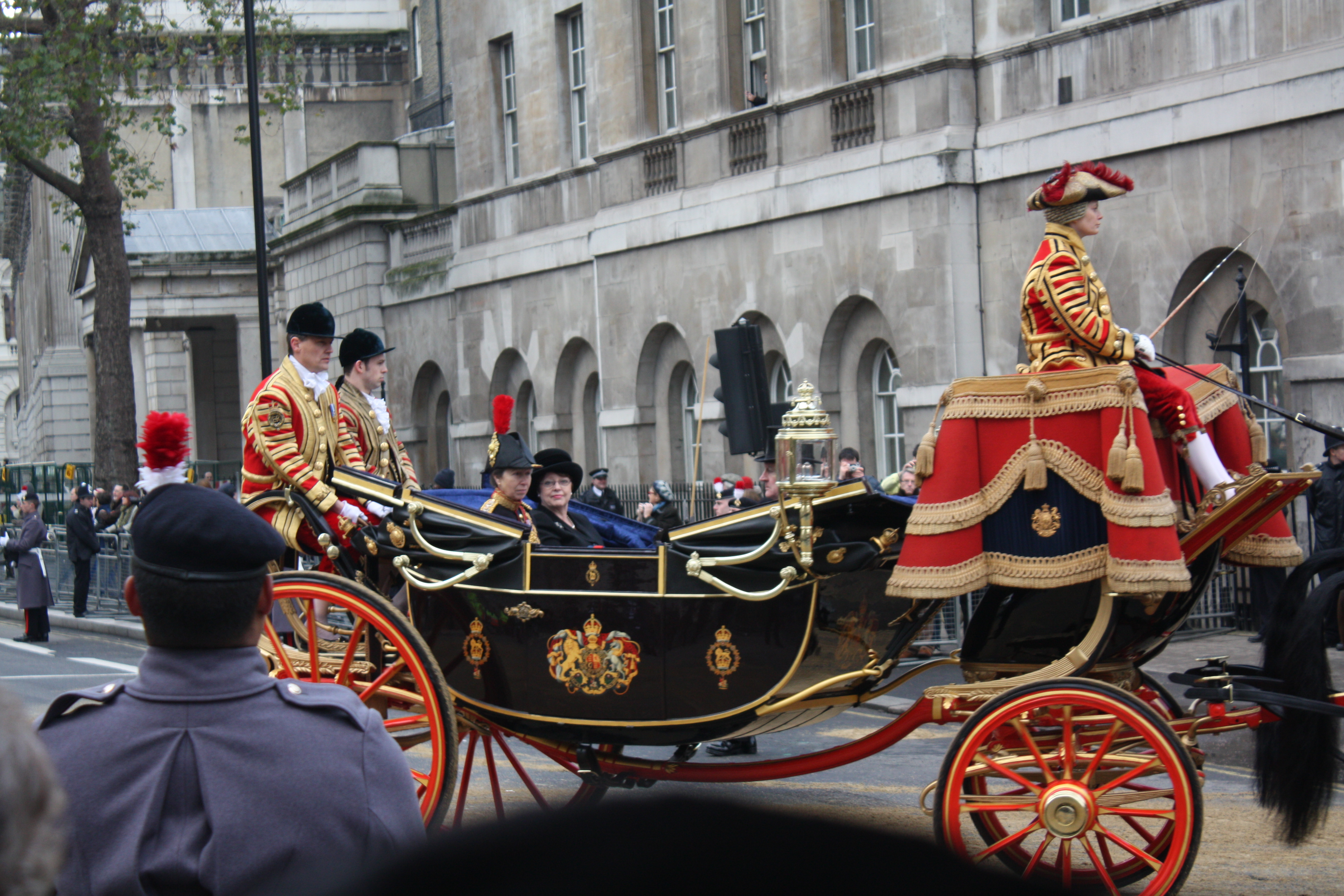
Королівське ландо в Лондоні. 2008

## Конструкція
Зовні екіпаж зазвичай покритий лакованою шкірою чорного кольору. Спереду і ззаду ландо має дві частини даху, закріплені спереду і ззаду на завісах, і висувні вікна на дверях, що дає можливість сховатися від негоди. По́віз має напівкруглу форму, нижній край його дверей розміщений досить низько, що дає можливість легко ввійти до нього. Це еволюція карети в сенсі елегантності та практичності.

## Використання
Ландо — це транспортний засіб типу люкс. Його низькі борти забезпечують максимальну видимість пасажирів та їх одягу, тому у ХІХ і на початку ХХ століттях представники знаті та аристократії використовували його як представницький екіпаж. Ще сьогодні у Великій Британії його можна побачити під час урочистих подій. У багатьох містах Європи його також використовують для туристичних прогулянок як фіа́кр.